# Great Pacific
Great Pacific — серия комиксов, которую в 2012—2014 годах издавала компания Image Comics.

## Синопсис
Двадцатилетний наследник крупного состояния Час Уортингтон желает оставить свой след в истории, хотя никто не воспринимает его всерьёз. Тогда он отказывается от роскошной жизни, чтобы разрешить проблему Большого тихоокеанского мусорного пятна.

## Коллекционные издания
| Название                               | Тип            | Дата выхода     | Собранный материал   | Кол-во страниц | ISBN                       | Предполагаемый объём продаж (первый месяц) |
| -------------------------------------- | -------------- | --------------- | -------------------- | -------------- | -------------------------- | ------------------------------------------ |
| Great Pacific Vol. 1: Trashed!         | Мягкая обложка | 1 мая 2013      | Great Pacific #1-6   | 144            | 978-1607066842, 160706684X | 2 160, позиция в Северной Америке — 39     |
| Great Pacific Vol. 2: Nation Building  | Мягкая обложка | 18 декабря 2013 | Great Pacific #7-12  | 152            | 978-1607068372, 1607068370 | 1 178, позиция в Северной Америке — 103    |
| Great Pacific Vol. 3: Big Game Hunters | Мягкая обложка | 28 января 2015  | Great Pacific #13-18 | 152            | 978-1632151049, 1632151049 | 711, позиция в Северной Америке — 164      |

## Отзывы
На сайте Comic Book Roundup серия имеет оценку 8 из 10 на основе 78 рецензий. Бенджамин Бейли из IGN дал первому выпуску 6,5 балла из 10 и посчитал, что «главный герой не так сильно выделяется, как хотелось бы». Дуг Завиша из Comic Book Resources, обозревая дебют, сравнил его с фильмами «Феррис Бьюллер берёт выходной» и «Офисное пространство». Аарон Дюран из Newsarama поставил первому выпуску оценку 6 из 10 и понадеялся, что художник исправит ошибки, на которые он указал. Рецензент из Comic Vine дал дебюту 5 звёзд из 5 и назвал его эстетичным.